# Tatort: Solange du atmest
Solange du atmest ist ein Fernsehfilm aus der Krimireihe Tatort. Der von Radio Bremen produzierte Beitrag ist die 1303. Tatort-Episode und wurde am 11. Mai 2025 im SRF, im ORF und im Ersten ausgestrahlt. Das Bremer Ermittlerduo Moormann und Selb ermittelt in seinem siebten gemeinsamen Fall. 

## Handlung
Am Weserufer wird die stark entstellte Leiche eines jungen Mannes angeschwemmt, ohne erkennbare Papiere, Handy oder Gesichtserkennungsmöglichkeit. Die Bremer Kommissarinnen Linda Selb und Liv Moormann identifizieren den Toten mithilfe einer Überwachungskamera eines nahegelegenen Geldautomaten als den 31-jährigen Investigativjournalisten Marek Kolschak. Seine Kollegin benennt ihn als fleißig, ehrgeizig, aber verschlossen.
In der Rechtsmedizin fördert Edda Bingley aus dem Mageninhalt eine ungewöhnliche Speisenkombination aus Lamm, Safran und Sauerkraut zu Tage, die nur in einem einzigen Bremer Imbiss erhältlich ist. Dieser Imbiss befindet sich direkt gegenüber dem Club „Dark“, in dem kürzlich im Zusammenhang mit einem Drogentoten ermittelte Dealer verhaftet wurde. Obwohl der Fall offiziell abgeschlossen ist, zweifelt Selb die Schuld der Angeklagten an und vermutet einen Zusammenhang mit dem Tod Kolschaks.
Die Spur führt ins Privatleben des Opfers: Marek hatte eine Verbindung zu Rani Ewers, einer alleinerziehenden Mutter, die für ihren investigativen Journalismus heimlich Drogentest-Ergebnisse weitergegeben und dadurch ihren Job als Laborantin verloren hatte. Anonyme Anzeigen wegen Belästigung und Zeugenaussagen über Streitigkeiten zwischen Marek und Rani geben den Ermittlerinnen den Eindruck eines möglichen Tötungsmotivs.
Rani ist inzwischen mit ihrer siebenjährigen Tochter Mia bei der Altenpflegerin Paula Södersen untergekommen, nachdem Marek ihr nachstellte – vor der Kindertagesstätte, auf Spielplätzen und vor ihrer Wohnung. Nach einem erneuten Eingriff Kolschaks in ihr Privatleben findet Rani in ihrer Wohnung zerstörte Familienfotos, woraufhin Paula sie drängt, den Ex anzuzeigen.
Während Selb und Moormann Rani vernehmen wollen, bleibt diese unauffindbar, bis die Kommissarinnen sie in Paulas Reihenhaus-Unterschlupf antreffen. Dort offenbart sich, dass Marek nicht nur Opfer eines Mordes, sondern selbst Täter jahrelanger Stalkingtaten war. Zeitgleich eskaliert die Konfliktdynamik zwischen Selb und Moormann, als Selb unerlaubt familiär motivierte Alleingänge unternimmt und Moormann dies als Vertrauensbruch wertet.
Die Kommissarinnen erkennen, dass sich Opfer- und Täterrollen in einem engmaschigen Netz aus toxischen Abhängigkeiten, Lügen und verdeckten Allianzen verschränken. In der abschließenden Konfrontation wird offenbar, dass der Mord an Marek durch die scheinbare Verbündete Rani allein nicht erklärbar ist und weitere Komplizenschaften in Paulas Haushalt bestehen. Durch genaue Indizien-Spurensuche – etwa ein spezifischer Imbissrest im Magen und Kleidungsfragmente – gelingt es Selb und Moormann schließlich, die Tathandlung aufzuklären und die Beteiligten zur Rechenschaft zu ziehen.

## Hintergrund
Der Film wurde vom 5. April 2024 bis zum 7. Mai 2024 in Bremen gedreht.

## Einschaltquoten
Die Erstausstrahlung von Solange du atmest am 11. Mai 2025 wurde in Deutschland von 7,13 Millionen Zuschauern gesehen und erreichte einen Marktanteil von 29,0 % für Das Erste.